# Мак прицветниковый
Мак прицве́тниковый (лат. Papaver bracteatum) — многолетнее травянистое растение, вид рода Мак (Papaver) семейства Маковые (Papaveraceae).

## Ботаническое описание
Многолетнее травянистое растение.

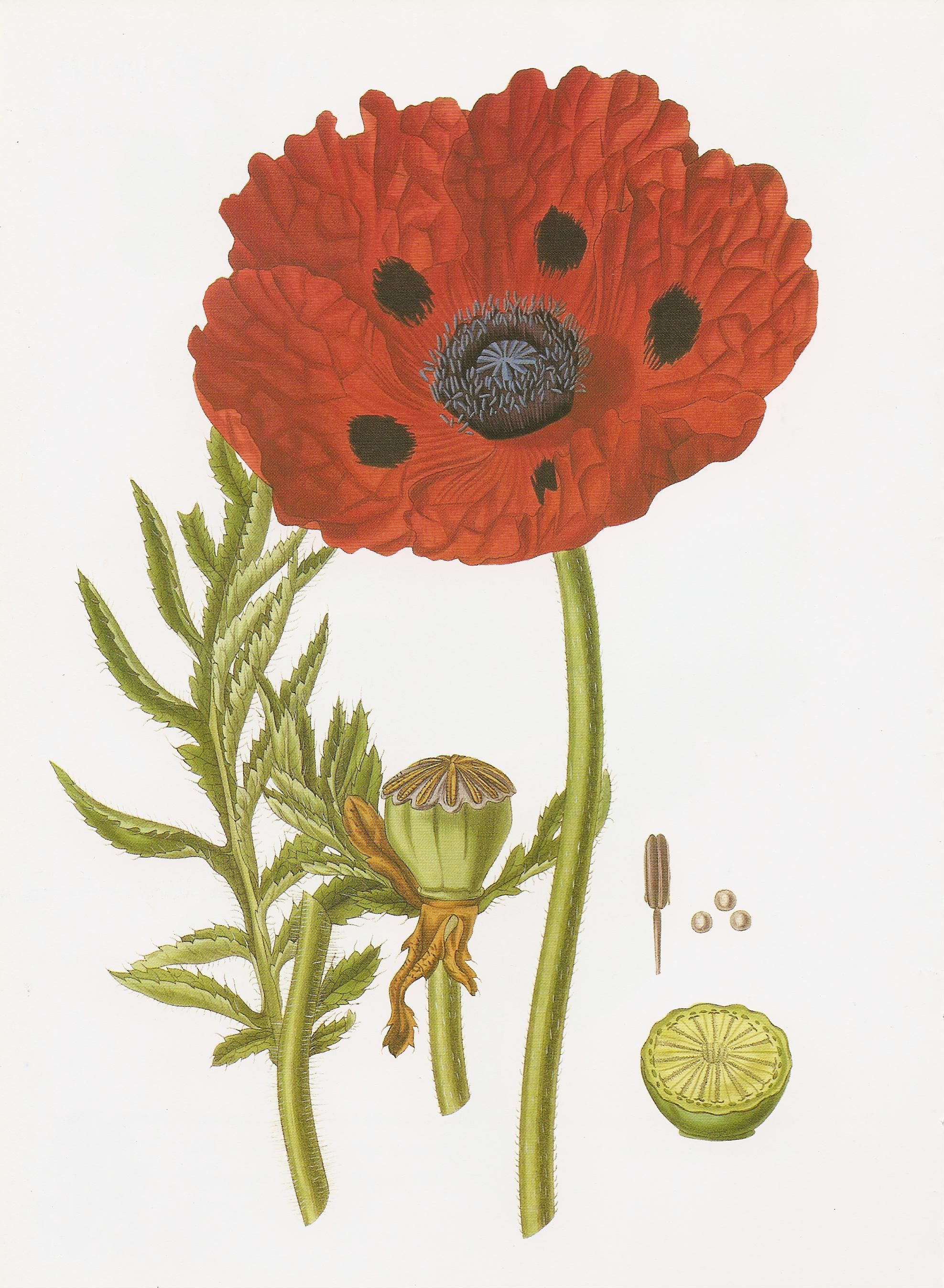
Ботаническая иллюстрация из книги Линдли «Collectanea botanica», 1821

Стебли 60—120 см высотой, прямостоячие, внизу оттопыренно-, вверху прижато-щетинистые, толстые, сильные.
Листья перисто-рассечённые, с продолговато-ланцетными сегментами, края которых приподняты кверху; длиной до 45 см. Стеблевых листьев много, они идут почти до самого цветка или оставляют короткую цветоножку.
Цветоножка толстая, прижато-щетинистая, на конце под самым цветком несёт, кроме двух крупных, обычно неравных, листовидных, перисто-рассечённых прицветников, ещё несколько (3—5) овальных, кожистых, цельнокрайных, иногда немного лопастных, прижато-, коротко- и густо-щетинистых чашелистиковидных прицветников, которые по краю имеют жёстко-плёнчатое, гребенчато-рассечённое окаймление; длина этих прицветников 2—5 см; чашелистики 3—4 см длиной, не густо опушённые короткими прижатыми волосками; венчик очень крупный; лепестки в числе 4—6, до 10 см длиной, кроваво-красные, широко оттянутые в ноготок, при основании обычно с большим удлинённым чёрным пятном. Цветёт в мае—июне.
Плод — обратнояйцевидная крупная коробочка; лучей 15—18; диск плоский, с удлинёнными плоскими зубцами.
Вид описан с Кавказа.

## Распространение
Кавказ: Предкавказье; Иран (северо-запад).
Растёт на глинистых склонах и равнине.
Вид включён в Красные книги Ставропольского края (2002), Республик Северная Осетия-Алания (1999) и Кабардино-Балкарская (2000).

## Применение
В культуре с 1817 года.
Выращивают в промышленных масштабах для получения тебаина, который затем синтезируется в кодеин и полусинтетические опиаты, включая бупренорфин, буторфанол, гидрокодон, гидроморфон налбуфин, налоксон, налтрексон, оксикодон, оксиморфон и эторфин.